# Sarracenia harperi
Sarracenia harperi är en flugtrumpetväxtart som beskrevs av S. Bell. Sarracenia harperi ingår i släktet flugtrumpeter, och familjen flugtrumpetväxter. Inga underarter finns listade i Catalogue of Life.